# Carposina scirrhosella
Carposina scirrhosella – gatunek motyli z podrzędu Glossata i rodziny Carposinidae.
Gatunek ten opisany został w 1854 roku przez Gottlieba A. W. Herricha-Schäffera.
U motyla tego występuje dymorfizm płciowy w budowie głaszczków wargowych: u samic są one wydłużone i opuszczone, zaś u samców trójkątne i sterczące. Przednie skrzydła obu płci białawe, ciemno przyprószone. Tylne skrzydła białawe u samców, ciemniejsze u samic. Narządy rozrodcze samców odznaczają się: zredukowanym unkusem, wydłużonym kukulusem, tęgim sakulusem, jukstą zaokrągloną na spodzie i V-kształtną na szczycie, sakusem wydłużony w palcowaty wyrostek, główką labidów z zakrzywionym cierniem oraz trzema rzędami cierni na edeagusie. Samice mają w torebce kopulacyjnej dwa znamiona w postaci dwuczęściowych, połączonych chitynowych płytek.
Owad w Europie znany z Austrii, Bułgarii, Cypru, Czech, Grecji, Macedonii Północnej, Niemiec, Rumunii, Serbii, Słowacji i Węgier. W Azji sięga na Środkowy Wschód.